# 21 Cancri
21 Cancri, som är stjärnans Flamsteed-beteckning, är en dubbelstjärna, belägen i den sydöstra delen av stjärnbilden Kräftan. Den har en skenbar magnitud av ca 6,08 och är mycket svagt synlig för blotta ögat där ljusföroreningar ej förekommer. Baserat på parallax enligt Gaia Data Release 2 på ca 4,0 mas, beräknas den befinna sig på ett avstånd på ca 810 ljusår (ca 250 parsek) från solen. Den rör sig bort från solen med en heliocentrisk radialhastighet på ca 35 km/s.

## Egenskaper
Primärstjärnan 21 Cancri A är en röd till orange jättestjärna av spektralklass M2 III och befinner sig för närvarande på den asymptotiska jättegrenen, vilket betyder att den är en långt utvecklad stjärna som har förbrukat förrådet av både väte och helium i dess kärna. Den har en radie som är ca 53 solradier och utsänder från dess fotosfär ca 587 gånger mera energi än solen vid en effektiv temperatur av ca 3 900 K.
21 Cancri är en misstänkt variabel stjärna.